# شهر گسترده
شهر گسترده یا شهر پیوسته (به انگلیسی: Conurbation) منطقه‌ای است شامل تعدادی کلان‌شهر، شهر، شهر بزرگ و دیگر مناطق شهری است که از طریق رشد جمعیت و گسترش فیزیکی، با هم ادغام شده و یک منطقه شهری یا صنعتی گسترش‌یافته پیوسته را تشکیل می‌دهند. در بیشتر موارد، یک شهر گسترده یک منطقه شهری چندمرکزی است که در آن حمل و نقل برای پیوند مناطق گسترش‌یافته‌است. آنها یک بازار کار واحد شهری ایجاد می‌کنند یا به منطقه کاری سفر می‌کنند.

## نگارخانه

نقشه‌ای از منطقه بزرگ شهرک هلسینکی (به رنگ زرد) در Uusimaa، فنلاند
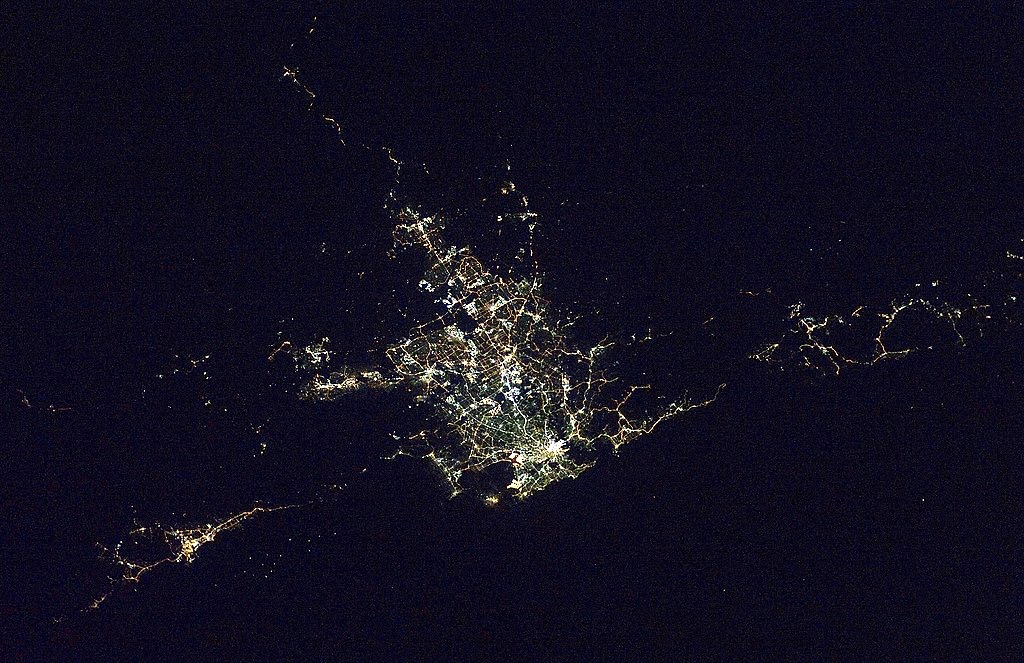
عکس ماهواره‌ای در سال ۲۰۱۲ که سیدنی را در مرکز نشان می‌دهد، وولونگونگ در سمت چپ و ساحل مرکزی در سمت راست دیده می‌شود.
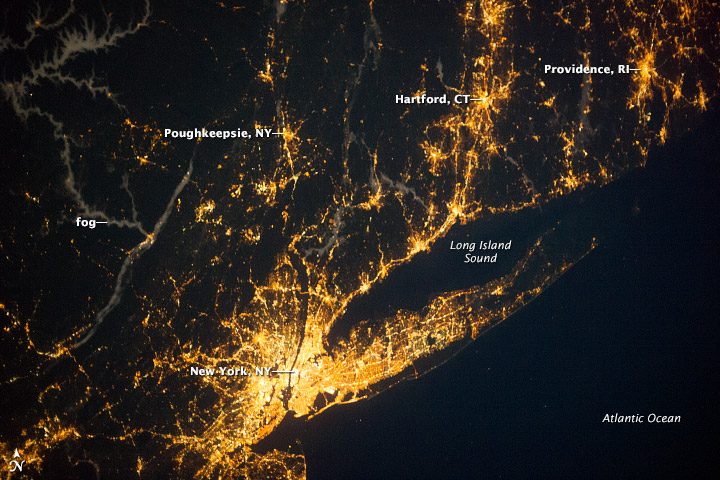
نمای شبانه از منطقه کلان‌شهری نیویورک، پرنورترین شهرک جهان و بزرگ‌ترین زمین شهری لانگ آیلند در ۱۲۰ مایلی شرق منهتن، هسته مرکزی شهر گسترده را نشان می‌دهد.